# Sébastien Fournet-Fayard
Sébastien Fournet-Fayard (Clarmont d'Alvèrnia, Puèi Domat, 27 d'agost de 1982) és un ciclista francès, professional del 2008 al 2010. Actualment milita a l'equip amateur del Pro Immo Nicolas Roux.

## Palmarès
- 2007
  - 1r al Premi des vins nouveaux
  - Vencedor d'una etapa al Tour Nivernais Morvan
  - Vencedor d'una etapa al Tour de la Dordogne
- 2011
  - 1r a la París-Connerré
- 2013
  - 1r a La Commentryenne
  - Vencedor d'una etapa al Tour d'Auvergne
- 2014
  - 1r al Tour del Jura i vencedor d'una etapa
- 2015
  - 1r al Circuit boussaquin
  - 1r al Gran Premi des Foires d'Orval
  - Vencedor d'una etapa al Tour de La Réunion
- 2016
  - 1r al Tour d'Auvergne i vencedor d'una etapa
  - 1r al Tour del Pays de Gex-Valserine
  - Vencedor d'una etapa al Tour de Guadalupe
- 2017
  - 1r al Tour de Guadalupe i vencedor d'una etapa
- 2018
  - Vencedor d'una etapa al Tour de Guadalupe